# Lahaou Konaté
Pour les articles homonymes, voir Konaté.
Lahaou Konaté, né le 17 novembre 1991 à Créteil, est un basketteur français. Il évolue aux postes d'arrière et d'ailier.

## Biographie

### Carrière en club
Lahaou Konaté commence le basket dans l’Île-de-France, à Orly puis à Charenton-le-Pont, avant d'évoluer avec l'équipe de Hyères Toulon dans le championnat Espoirs de la Ligue Nationale de Basket, il fait ses débuts en Pro A lors de la saison 2009-2010 en participant à quelques matchs. Après une année passée en NM1 à Denek, il signe en Pro B à Évreux en 2011 comme simple espoir devant d'abord s'aguerrir avec la réserve en NM3. Au fil des mois, il finit par s'imposer au sein de l'effectif et devient au fur et à mesure des saisons, un rouage important de la mécanique ébroïcienne.
Le 8 juin 2015, après quatre saisons passées à l'ALM Évreux, il s'engage pour deux ans au Mans en Pro A.
Le 6 juin 2017, Lahaou Konaté rejoint Nanterre 92 pour deux ans. En octobre 2019 et après être resté sans club plusieurs semaines, il signe pour sa première expérience à l'étranger au Iberostar Tenerife dans le championnat espagnol. Il remporte la Coupe Intercontinentale, son premier titre international, avec le club espagnol le 9 février 2020.
Au mois de juillet 2020, il fait son retour en France en signant un contrat de quatre saisons avec le Metropolitans 92.
Le 10 juin 2024, il rejoint l'ESSM Le Portel pour trois saisons.

### Carrière en sélection nationale
À l'été 2015, il est sélectionné par Pascal Donnadieu pour participer aux Universiades 2015 en Corée du Sud avec l'équipe de France A',.
Le 16 novembre 2017, il est convoqué par le staff de l'équipe de France afin de participer à la première fenêtre internationale de qualification pour la Coupe du monde 2019. Il honore sa première sélection avec l'équipe de France A face à la Belgique le 24 novembre 2017.

## Clubs successifs
- 2010 - 2011 :  Denek Bat Urcuit (NM1) ;
- 2011 - 2015 :  ALM Évreux Basket (Pro B) ;
- 2015 - 2017 :  Le Mans Sarthe Basket (Pro A) ;
- 2017 - 2019 :  Nanterre 92 (Pro A) ;
- 2019 - 2020 :  Iberostar Tenerife (Liga ACB) ;
- 2020 - 2024 :  Metropolitans 92 (Jeep Élite/BetClic Élite).

## Palmarès

### En club
- Vainqueur de la Coupe Intercontinentale 2020 (Tenerife) ;
- Vainqueur du Match des Champions 2017 (Nanterre) ;
- Vainqueur de la Coupe de France 2016 (Le Mans).
- Vice-champion de France en 2023 (Metropolitans 92)

### Distinctions personnelles
- Meilleur défenseur de première division saison 2018-2019 ;
- Membre du cinq majeur de la saison régulière de première division 2018-2019 ;
- MVP du All-Star Game LNB 2018 ;
- MVP du Match des Champions 2017 ;
- Meilleur joueur du mois de décembre 2013 en Pro B[11].

## Statistiques en championnat
| Saison    | Équipe   | Ligue        | Matches | 5 Majeur | Minutes | % Tirs | % 3-pts | % L-F  | Rbds | Pass dec | Int | Crt | B.p. | Fautes | Pts  |
| --------- | -------- | ------------ | ------- | -------- | ------- | ------ | ------- | ------ | ---- | -------- | --- | --- | ---- | ------ | ---- |
| 2011-2012 | Évreux   | Pro B        | 34      | 3        | 23      | 43,2 % | 20,0 %  | 74,0 % | 2,7  | 1,5      | 1,1 | 0,1 | 1,0  | 1,9    | 7,1  |
| 2012-2013 | Évreux   | Pro B        | 34      | 2        | 19      | 42,4 % | 23,6 %  | 77,8 % | 2,2  | 1,7      | 1,1 | 0,1 | 1,6  | 2,1    | 6,1  |
| 2013-2014 | Évreux   | Pro B        | 27      | 27       | 27      | 43,1 % | 24,3 %  | 76,4 % | 4,3  | 1,4      | 1,3 | 0,1 | 1,8  | 2,5    | 10,3 |
| 2014-2015 | Évreux   | Pro B        | 33      | 33       | 30      | 49,4 % | 39,6 %  | 84,4 % | 3,3  | 2,4      | 1,7 | 0,2 | 1,7  | 2,4    | 11,6 |
| 2015-2016 | Le Mans  | 1re division | 34      | 12       | 19      | 48,1 % | 34,6 %  | 76,2 % | 1,8  | 0,9      | 0,7 | 0,2 | 0,8  | 1,8    | 5,8  |
| 2016-2017 | Le Mans  | 1re division | 34      | 16       | 23      | 37,9 % | 33,3 %  | 78,9 % | 2,8  | 1,9      | 1,1 | 0,2 | 0,8  | 1,7    | 6,7  |
| 2017-2018 | Nanterre | 1re division | 33      | 29       | 27      | 49,3 % | 36,7 %  | 86,2 % | 4,2  | 1,4      | 1,4 | 0,3 | 1,0  | 2,0    | 9,6  |
| 2018-2019 | Nanterre | 1re division | 34      | 34       | 31      | 47,9 % | 39,6 %  | 85,9 % | 5,2  | 2,2      | 1,4 | 0,3 | 1,2  | 1,9    | 12,3 |
| 2019-2020 | Tenerife | Liga ACB     | 16      | 2        | 13      | 39,5 % | 33,3 %  | 100 %  | 0,9  | 0,6      | 0,5 | 0   | 0,2  | 1,1    | 3,0  |

## Statistiques en Coupes d'Europe
| Saison    | Équipe   | Ligue                       | Matches | 5 Majeur | Minutes | % Tirs | % 3-pts | % L-F  | Rbds | Pass dec | Int | Crt | B.p. | Fautes | Pts |
| --------- | -------- | --------------------------- | ------- | -------- | ------- | ------ | ------- | ------ | ---- | -------- | --- | --- | ---- | ------ | --- |
| 2015-2016 | Le Mans  | EuroCoupe                   | 10      | 3        | 17      | 60,0 % | 46,7 %  | 86,7 % | 2,0  | 0,6      | 0,7 | 0,1 | 1,1  | 2,6    | 7,4 |
| 2016-2017 | Le Mans  | Basketball Champions League | 16      | 8        | 22      | 46,4 % | 43,9 %  | 84,6 % | 2,7  | 1,4      | 0,8 | 0,3 | 0,9  | 1,4    | 7,4 |
| 2017-2018 | Nanterre | Basketball Champions League | 15      | 12       | 25      | 45,7 % | 34,2 %  | 81,2 % | 3,4  | 2,3      | 1,5 | 0,2 | 1,3  | 1,7    | 7,5 |
| 2018-2019 | Nanterre | Basketball Champions League | 18      | 18       | 30      | 40,6 % | 34,8 %  | 74,5 % | 4,8  | 2,6      | 1,3 | 0,3 | 1,2  | 2,0    | 9,7 |
| 2019-2020 | Tenerife | Basketball Champions League | 14      | 4        | 17      | 55,8 % | 43,8 %  | 60,0 % | 2,0  | 0,7      | 1,6 | 0,4 | 0,5  | 1,8    | 4,6 |